# Tamasopo
Tamasopo är en ort i Mexiko.   Den ligger i kommunen Tamasopo och delstaten San Luis Potosí, i den centrala delen av landet, 280 km norr om huvudstaden Mexico City. Tamasopo ligger 361 meter över havet och antalet invånare är 3 914.
Terrängen runt Tamasopo är huvudsakligen kuperad, men åt nordväst är den bergig. Tamasopo ligger nere i en dal. Runt Tamasopo är det ganska glesbefolkat, med 21 invånare per kvadratkilometer. Tamasopo är det största samhället i trakten. I omgivningarna runt Tamasopo växer huvudsakligen savannskog.